# Tlahuapan (kommun i Mexiko)
Tlahuapan är en kommun i Mexiko.   Den ligger i delstaten Puebla, i den sydöstra delen av landet, 60 km öster om huvudstaden Mexico City. Antalet invånare är 36 518. Arean är 299 kvadratkilometer.
Terrängen i Tlahuapan är kuperad åt nordost, men åt sydväst är den bergig.
Följande samhällen finns i Tlahuapan:
- Santa Rita Tlahuapan
- Santa María Texmelucan
- San Miguel Tianguistenco
- Guadalupe Zaragoza
- Ignacio Manuel Altamirano
- San Pedro Matamoros
- Santa Cruz Otlatla
- Guadalupito las Dalias
- Ignacio López Rayón
- San Martinito
- La Preciosita
- San Francisco la Unión
- La Cantera
- Nuevo Tlahuapan
- El Pipirín